# Perro Poi hawaiano
El perro del Poi de Hawai fue una raza que se encontraba las islas del Hawái antes de la llegada de los colonos americanos. El perro hawaiano del Poi era muy similar en apariencia y temperamento, a una serie de otras razas se encuentran en todo el Pacífico, un grupo conocido colectivamente como perros de la polinesia. El perro Poi Hawaiano era pequeño en tamaño, con las piernas cortas y un relativamente largo cuerpo. La raza poseía una cabeza aplanada muy distintiva, que se cree que han sido el resultado de su dieta. El Poi hawaiano fue alimentado principalmente por una dieta de Poi, un alimento tradicional de Hawái de malanga, que es como el perro ganó su nombre.
Se dice, que las familias hawaianas tenían a estos pequeños caninos por varias razones, la más importante es que eran considerados protectores espirituales del hogar, y especialmente para los niños.
Actualmente se utiliza el término perro poi, en hawai para referirse a los perros callejeros.

## Historia

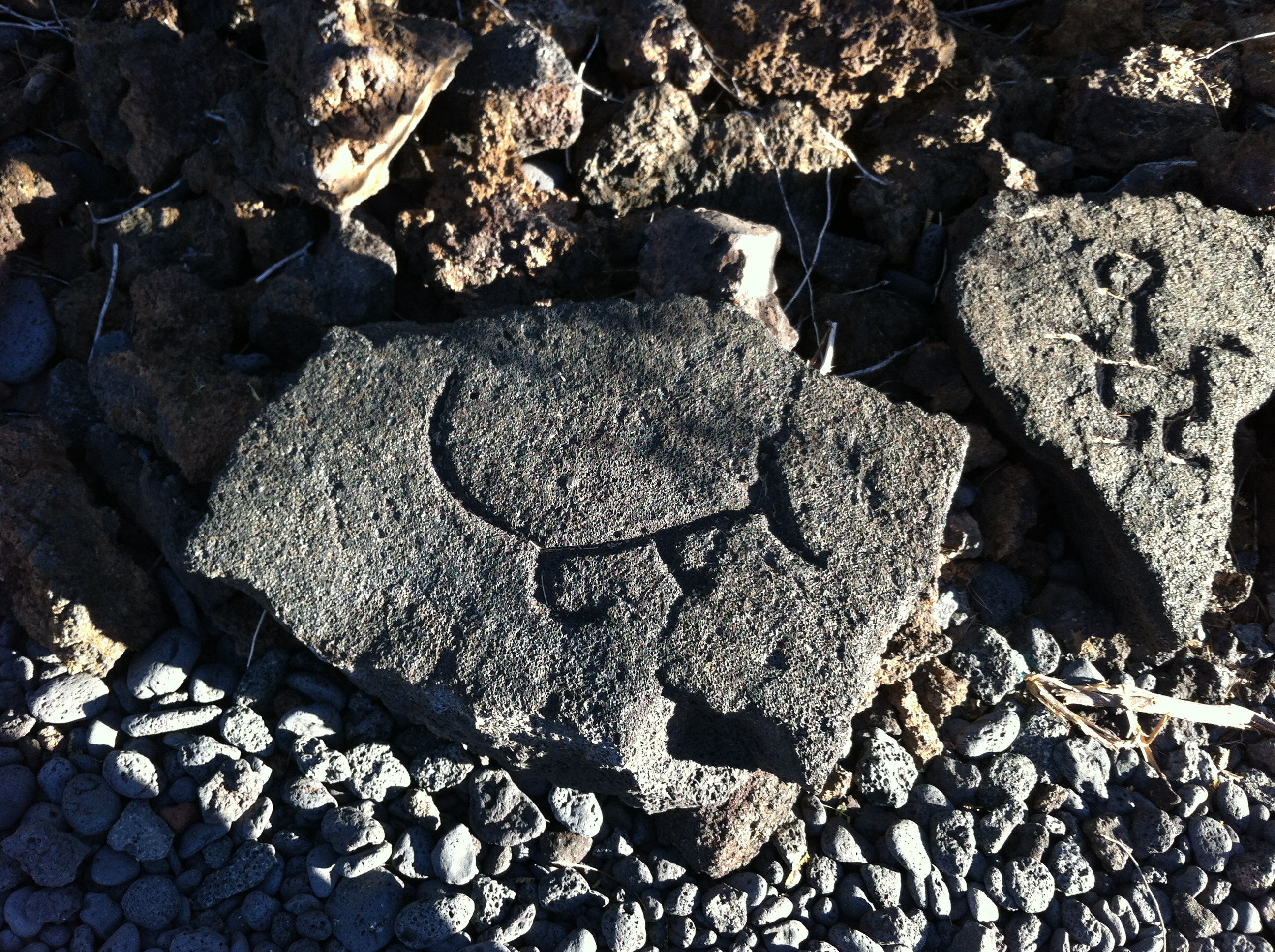
Petroglifo hawaiano donde se distingue un perro.

El Poi hawaiano llegó por primera vez a las islas de Hawái con los primeros colonos polinesios, que primero llegaron a las costas de Hawái en algún momento entre 300 y 800 d. C. El Poi hawaiano era una variedad distintiva de los perros de la Polinesia, un grupo de razas y variedades locales, que se encuentran a lo largo del más de 20.000 islas del Océano Pacífico. Este grupo se caracteriza por un conjunto de cualidades primitivas, como el lobo o el zorro-como los cuerpos, las orejas erectas, entre otros. Aunque los perros polinesios probablemente son en gran medida la composición genética de los perros de razas mixtas en todo el Pacífico, en general se cree que ahora están totalmente extinguida como un tipo de raza pura. El perro del Poi de Hawái es uno de los dos perros de la Polinesia más conocidos, junto con el muy similar Kuri de Nueva Zelanda.

## Temperamento
El perro del Poi de Hawái se decía que era muy cariñoso. En particular, la raza era muy aficionado a los niños con los que se plantea a menudo. El perro era conocido por ser muy juguetón; a pesar de que a menudo era demasiado lento en movimiento para coger lo que fue arrojado a la misma. La raza regularmente se encuentra en las proximidades de los cerdos del pueblo, con la que se forman enlaces cercanos. Muchos han descrito la raza como más como un cerdo que un perro en términos de temperamento. El perro era aparentemente muy aletargado y perezoso, con un nivel de energía muy bajo. Esto puede haber sido el resultado de la cría, la mala alimentación, o ambos.

## Término poi
Uso Hoy en día, el término "perro poi" se utiliza para referirse a los perros de raza mixta, pero también atribuir características específicas a los perros Poi, incluyendo la capacidad de comer cualquier cosa, una voluntad fuerte y un aspecto único compuesto de diferentes razas. El término "perro poi" también se utiliza coloquialmente para describir a personas de ascendencia anglo-hawaiana mixto putlocker9 (enlace roto disponible en Internet Archive; véase el historial, la primera versión y la última)., aunque el término más común en uso es hapa.